# Bahabad (Verwaltungsbezirk)
Bahabad (persisch شهرستان بهاباد) ist ein Schahrestan (Verwaltungsbezirk) in der Provinz Yazd im Iran. Er enthält die Stadt Bahabad, welche die Hauptstadt des Verwaltungsbezirks ist. 

## Distrikte
Der Bezirk gliedert sich in folgende Kreise (Bachschs):
- Zentral (بخش مرکزی)
- Esfidsch (بخش اسفیچ)

## Demografie
Bei der Volkszählung 2016 betrug die Einwohnerzahl des Schahrestan 17.221. Die Alphabetisierung lag bei 88 Prozent der Bevölkerung. Knapp 54 Prozent der Bevölkerung lebten in urbanen Regionen.
| Zensusjahr | Einwohnerzahl |
| ---------- | ------------- |
| 2011       | 15.331        |
| 2016       | 17.221        |